# Judo-Europameisterschaften 1987
Die Judo-Europameisterschaften 1987 fanden vom 7. bis zum 10. Mai in Paris statt. Vier Jahre zuvor waren die Europameisterschaften der Männer 1983 in Paris ausgetragen worden. 36 Jahre nach den ersten Europameisterschaften der Männer, damals ebenfalls in Paris, und zwölf Jahre nach den ersten Europameisterschaften der Frauen waren die Europameisterschaften 1987 die ersten Europameisterschaften, bei denen die Wettbewerbe für Männer und Frauen bei derselben Veranstaltung entschieden wurden.
Die gastgebende Nation Frankreich stellte mit sechs Europameistern das erfolgreichste Team. Während bei den Männern kein Titelträger des Vorjahres seinen Titel von Belgrad erfolgreich verteidigen konnte, gewannen drei Siegerinnen von London erneut: Karen Briggs im Superleichtgewicht, Dominique Maaoui-Brun im Halbleichtgewicht und Irene de Kok im Halbschwergewicht.

## Ergebnisse

### Männer
| Gewichtsklasse                 | Gold               | Silber              | Bronze                                        |
| ------------------------------ | ------------------ | ------------------- | --------------------------------------------- |
| Superleichtgewicht (bis 60 kg) | Patrick Roux       | Chasret Tlezeri     | Neil Eckersley Helmut Dietz                   |
| Halbleichtgewicht (bis 65 kg)  | Jean-Pierre Hansen | Dragomir Bečanović  | Tamás Bujkó Sergei Kosminin                   |
| Leichtgewicht (bis 71 kg)      | Wiesław Błach      | Richard Melillo     | Steffen Stranz Sven Loll                      |
| Halbmittelgewicht (bis 78 kg)  | Baschir Warajew    | Jean-Michel Berthet | Peter Reiter Andrzej Sadej                    |
| Mittelgewicht (bis 86 kg)      | Fabien Canu        | Densign White       | Wiktor Poddubny Peter Seisenbacher            |
| Halbschwergewicht (bis 95 kg)  | Koba Kurtanidse    | Roger Vachon        | Robert Van de Walle Marc Meiling              |
| Schwergewicht (über 95 kg)     | Mihai Cioc         | Clemens Jehle       | Alexander von der Groeben Akaki Kibordsalidse |
| Offene Klasse                  | Grigori Weritschew | Christian Vachon    | Jochen Plate Andrzej Basik                    |

### Frauen
| Gewichtsklasse                 | Gold                  | Silber            | Bronze                                  |
| ------------------------------ | --------------------- | ----------------- | --------------------------------------- |
| Superleichtgewicht (bis 48 kg) | Karen Briggs          | Anna Chodakowska  | Anita van der Pas Martine Dupond        |
| Halbleichtgewicht (bis 52 kg)  | Dominique Maaoui-Brun | Edith Hrovat      | Sharon Rendle Alessandra Giungi         |
| Leichtgewicht (bis 56 kg)      | Catherine Arnaud      | Ann Hughes        | Maria Gontowicz Regina Philips          |
| Halbmittelgewicht (bis 61 kg)  | Bogusława Olechnowicz | Chita Gross       | Diane Bell Gabi Ritschel                |
| Mittelgewicht (bis 66 kg)      | Chantal Han           | Karin Krüger      | Jolanta Adamczyk Michèle Lionnet        |
| Halbschwergewicht (bis 72 kg)  | Irene de Kok          | Ingrid Berghmans  | Annamaria Colagrossi Stefania Drzewicka |
| Schwergewicht (über 72 kg)     | Isabelle Paque        | Angelique Seriese | Angela Medina Karin Kutz                |
| Offene Klasse                  | Ingrid Berghmans      | Regina Sigmund    | Irene de Kok Laetitia Meignan           |

## Medaillenspiegel
| Rang | Land                            | Gold | Silber | Bronze | Gesamt |
| ---- | ------------------------------- | ---- | ------ | ------ | ------ |
| 1    | Frankreich                      | 6    | 4      | 3      | 13     |
| 2    | Sowjetunion                     | 3    | 1      | 3      | 7      |
| 3    | Niederlande                     | 2    | 2      | 2      | 6      |
| 4    | Polen                           | 2    | 1      | 5      | 8      |
| 5    | Vereinigtes Königreich          | 1    | 2      | 3      | 6      |
| 6    | Belgien                         | 1    | 1      | 1      | 3      |
| 7    | Rumänien                        | 1    | -      | -      | 1      |
| 8    | BR Deutschland                  | –    | 2      | 8      | 10     |
| 9    | Österreich                      | –    | 1      | 2      | 3      |
| 10   | Jugoslawien                     | -    | 1      | –      | 1      |
| 10   | Schweiz                         | -    | 1      | –      | 1      |
| 12   | Italien                         | -    | -      | 2      | 2      |
| 13   | Deutsche Demokratische Republik | –    | -      | 1      | 1      |
| 13   | Spanien                         | –    | -      | 1      | 1      |
| 13   | Ungarn                          | –    | -      | 1      | 1      |
|      | Total                           | 16   | 16     | 32     | 64     |